# ヘアニング市

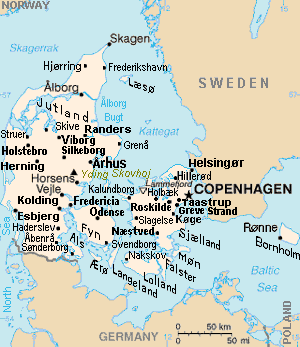
ヘアニング [左端] は、デンマーク・ユトランド半島の、ホルステブローの南、オーフスの西にある

ヘアニング市 (デンマーク語: Herning Kommune) は、デンマーク西部のユトランド半島にある中央ユラン地域に位置する自治体 (kommune) である。市は、1,336 km²の面積を占めており、人口は89,127人 (2020年)。市長は、ヴェンスタ（自由党）の一員であるLars Krarup。
中心都市で、市議会があるのは、ヘアニングの町である。

## 歴史
2007年1月1日、Kommunalreformen（2007デンマーク自治体改革）において、市となった。ヘアニング市は、Aulum-Haderup、Trehøje、Aaskovが合併し、新しいヘアニング市を形成した。

## ヘアニング
ヘアニングは、人口50,332人（2020年1月1日）である。町は150年で急速に成長した。1840年のヘアニング村の総人口は21人であった。